# EnOcean
EnOcean - бездротова технологія поглинання енергії, яка використовується в основному в системах автоматизації будівель, а також в інших галузях промисловості, транспорту, логістики та розумних будинків.
Модулі на основі технології EnOcean об'єднують мікроперетворювачі енергії з ультранизьким  енергоспоживанням і забезпечують бездротовий зв'язок між безбатарейними бездротовими датчиками, перемикачами, контролерами та шлюзовими пристроями.
У березні 2012 року стандарт бездротового зв'язку EnOcean був ратифікований як міжнародний стандарт ISO / IEC 14543-3-10. Стандарт охоплює 1-3 рівні OSI (Open System Interconnection), які є фізичним каналом передавання даних та мережевими рівнями.
Виробництво та продаж бездротових модулів збирання енергії здійснюється компанією EnOcean, яка знаходиться в Оберхахінзі, Німеччина. EnOcean пропонує свої технології та ліцензії на запатентовані функції в межах EnOcean Alliance.

## Технологія
Технологія EnOcean базується на енергетично ефективній експлуатації невеликого механічного руху, а також таких можливих чинниках довкілля, як внутрішнє освітлення й різниця температур, використовуючи при цьому принципи збирання енергії. Перетворювачами таких коливань енергії в використовувану електричну, є електромагнітні, сонячні й термоелектричні.
Продукти на основі EnOcean (такі як датчики і перемикачі світла) працюють без батарей і розроблені для експлуатації без обслуговування.
Радіосигнали від цих датчиків і перемикачів можуть передаватися через бездротову мережу на відстані до 300 метрів у відкритому приміщенні й до 30 метрів всередині будівель.
Ранні розробки компанії використовували п’єзогенератори, але пізніше вони були замінені електромагнітними джерелами енергії для зниження робочої сили (3,5 ньютона) і збільшення терміну служби до 100 операцій за день протягом 25 років і більше.
Бездротовий пакет даних EnOcean має довжину всього 14 байт і передається зі швидкістю 125 кбіт / с. Радіочастотна енергія передається тільки для перших двійкових даних, що зменшує кількість необхідної потужності.
Три пакети відправляються в псевдовипадкові інтервали, що зменшує ймовірність колізій RF пакетів.
Оптимізовані модулі для переключення програм, передають додаткові пакети даних при випуску кнопкових перемикачів, дозволяючи реалізувати інші функції, наприклад, регулювання світла.
Для пристроїв використовуються частоти передачі 902МГц, 928.35МГц, 863.3МГц та 315МГц.
30 травня 2017 року EnOcean представила серію світлових перемикачів з використанням технології Bluetooth Low Energy (2,4 ГГц).

## Приклади додатків
Одним із прикладів технології можна назвати безбатарейний бездротовий перемикач світла. Його перевагами є економія часу й матеріалу, при цьому усувається необхідність установлення проводів між перемикачем і керованим пристроєм, наприклад, світильником. Це також зменшує шум на комутованих ланцюгах, оскільки комутація виконується локально при навантаженні.
Інші додатки освітлення включають датчики виявлення та датчики світла.
Крім того, в системах опалення, вентиляції та кондиціонування повітря (hvac), за допомогою датчиків температури, вологості, датчиків CO2 та вимірювальних вже використовується бездротова технологія поглинання енергії EnOcean.

## Компанія
EnOcean GmbH є розробником запатентованої технології енергозбереження, що продається під брендами Dolphin і Easyfit.
Це німецька компанія зі штаб-квартирою в Оберхахінзі, недалеко від Мюнхена, в якій на сьогодні працюють 60 співробітників в Німеччині і США. Це постачальник технологій автономних модулів (передавачів,приймачів, конвертерів енергії) для компаній (Siemens Building Technologies, Distech Controls, Zumtobel, Omnio, Osram, Eltako, Wieland Electric, Pressac, Peha, Thermokon, Wago, Herga), які розробляють і виробляють продукцію, що використовується в автоматизації будівель (світло, затінення, hvac), промисловій автоматизації і автомобільній промисловості (заміна звичайної батареї на датчики тиску в шинах).
Компанія виграла Баварську інноваційну премію в 2002 році за її технологію, нагороду "Technology Pioneer 2006" від Всесвітнього економічного форуму, нагороду “Top-10 Product for 2007” від Building Green і була серед 100 глобальних технологій в 2011 році.
У листопаді 2007 року компанія MK Electric виробник споживчих електроустановок у Великій Британії прийняла технологію EnOcean для своїх бездротових комутаторів.
У квітні 2012 бездротова технологія EnOcean була ратифікована як міжнародний стандарт бездротового зв'язку ISO / IEC 14543-3-10 Інформаційні технології - Домашні електронні системи - Частина 3-10: Бездротовий протокол, оптимізований для збору енергії - Архітектура й протоколи нижнього рівня.

## Альянс
Група компаній EnOcean, Texas Instruments, Omnio, Sylvania, Masco і MK Electric сформувала EnOcean Alliance у квітні 2008 року як некомерційної корпорації зі взаємною вигодою.
EnOcean Alliance спрямований на інтернаціоналізацію цієї технології і забезпечення наявності широкого спектра сумісних бездротових систем моніторингу й контролю для використання в житлових, комерційних і промислових будівлях за допомогою взаємодії між продуктами OEM-партнерів.
Для цього EnOcean Alliance розробив протоколи рівня додатків, які називаються EEP (EnOcean Equipment Profiles). Разом з трьома нижніми рівнями міжнародного стандарту бездротового зв'язку ISO / IEC 14543-3-10 Альянс заклав основу для повністю функціональної, відкритої бездротової технології. Нині в EnOcean Alliance входить більше 250 компаній.
Штаб-квартира цієї організації знаходиться в Сан-Рамоні, штат Каліфорнія.